# 聖座駐外機構列表

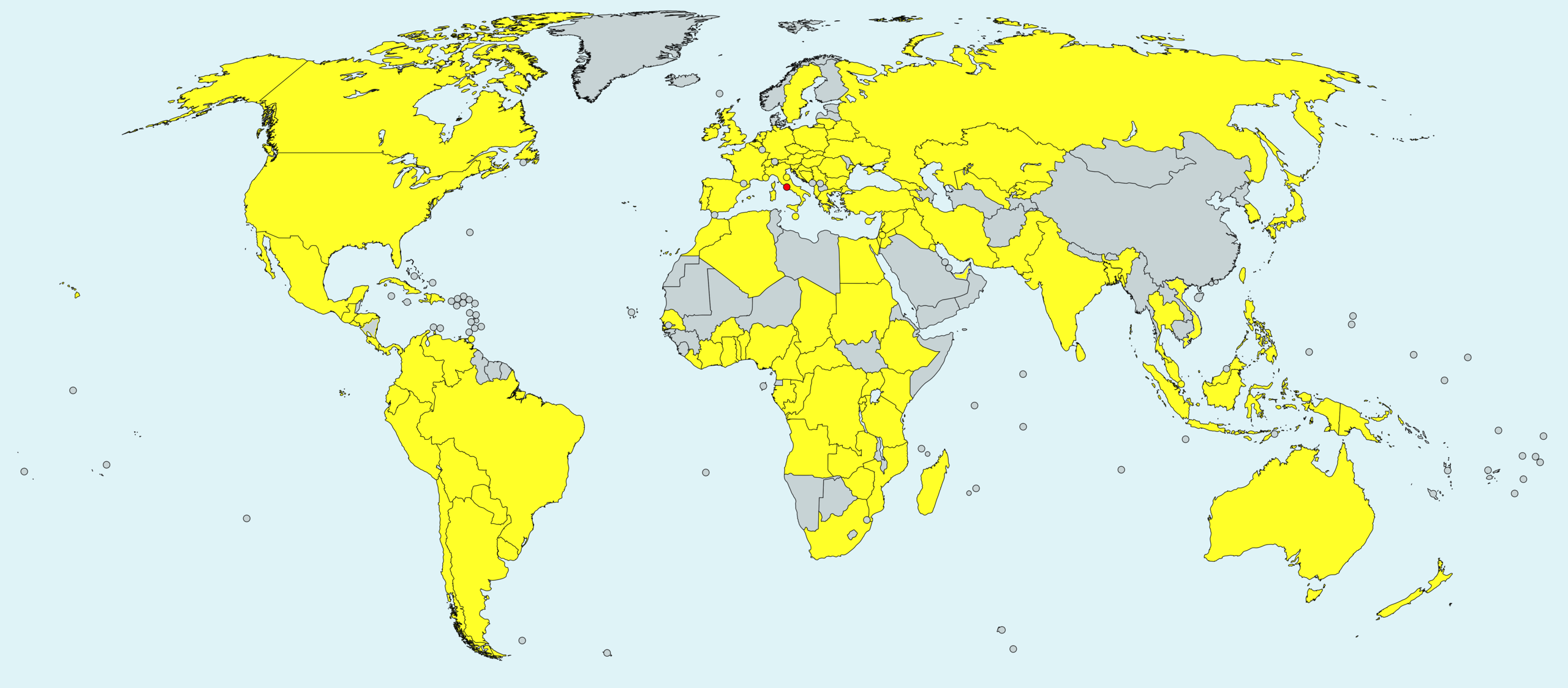
圣座外交使团驻在国家及地区

如下所列为圣座的宗座大使馆（apostolic nunciatures），宗座代表团（apostolic delegations）以及驻国际政府组织如联合国、欧洲理事会、阿拉伯联盟的观察员或代表使团，其各自领导的姓名、邮政与电子邮件地址、电话号码等详见宗座年鑑（Annuario Pontificio）

## 欧洲
- 阿尔巴尼亚
  - 地拉那（聖座駐阿爾巴尼亞大使馆）
- 奥地利
  - 维也纳（聖座駐奧地利大使馆）
- 白俄羅斯
  - 明斯克（聖座駐白俄羅斯大使馆）
- 比利时
  - 布鲁塞尔（聖座駐比利時大使馆）

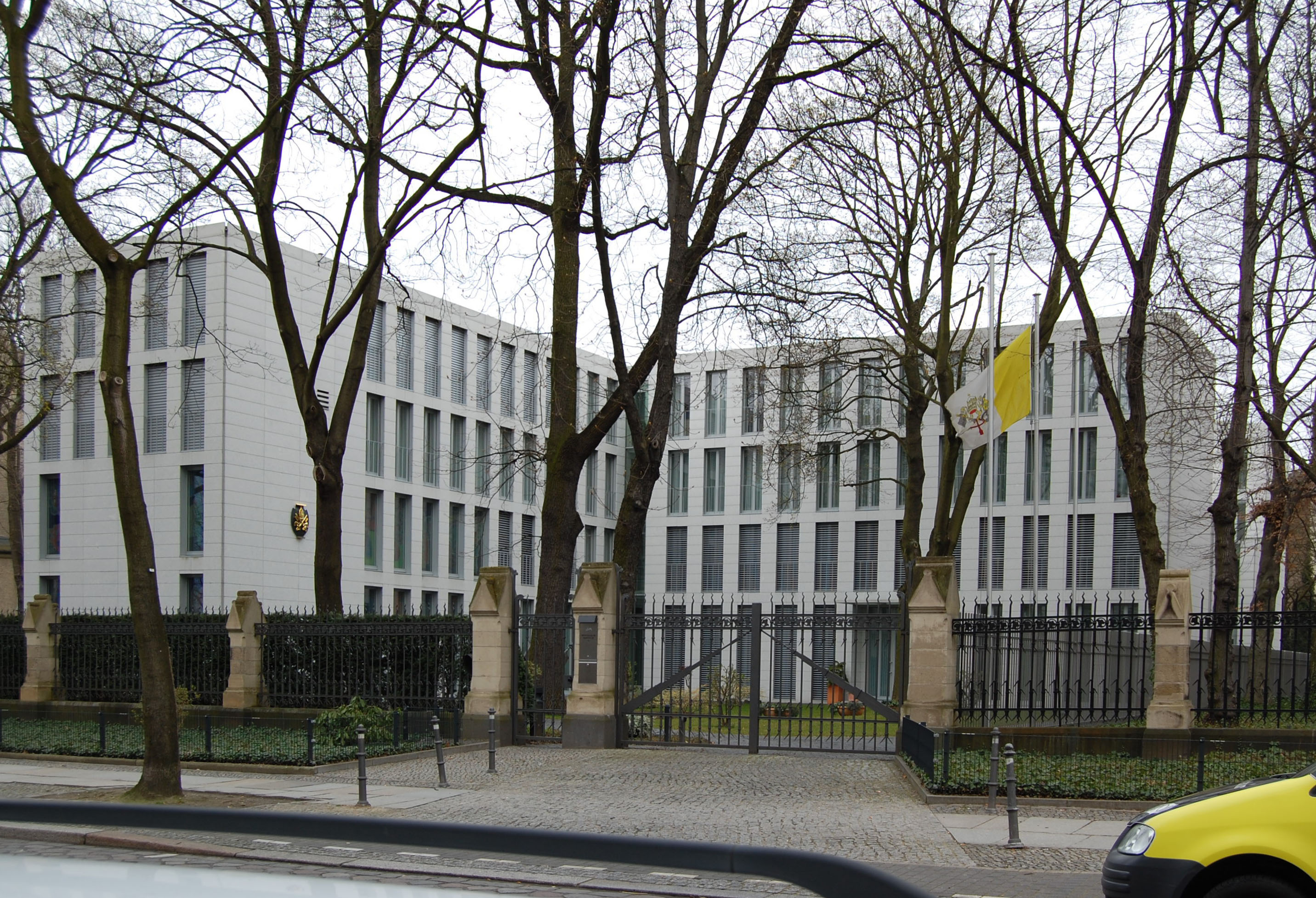
位于柏林的聖座駐德國大使馆

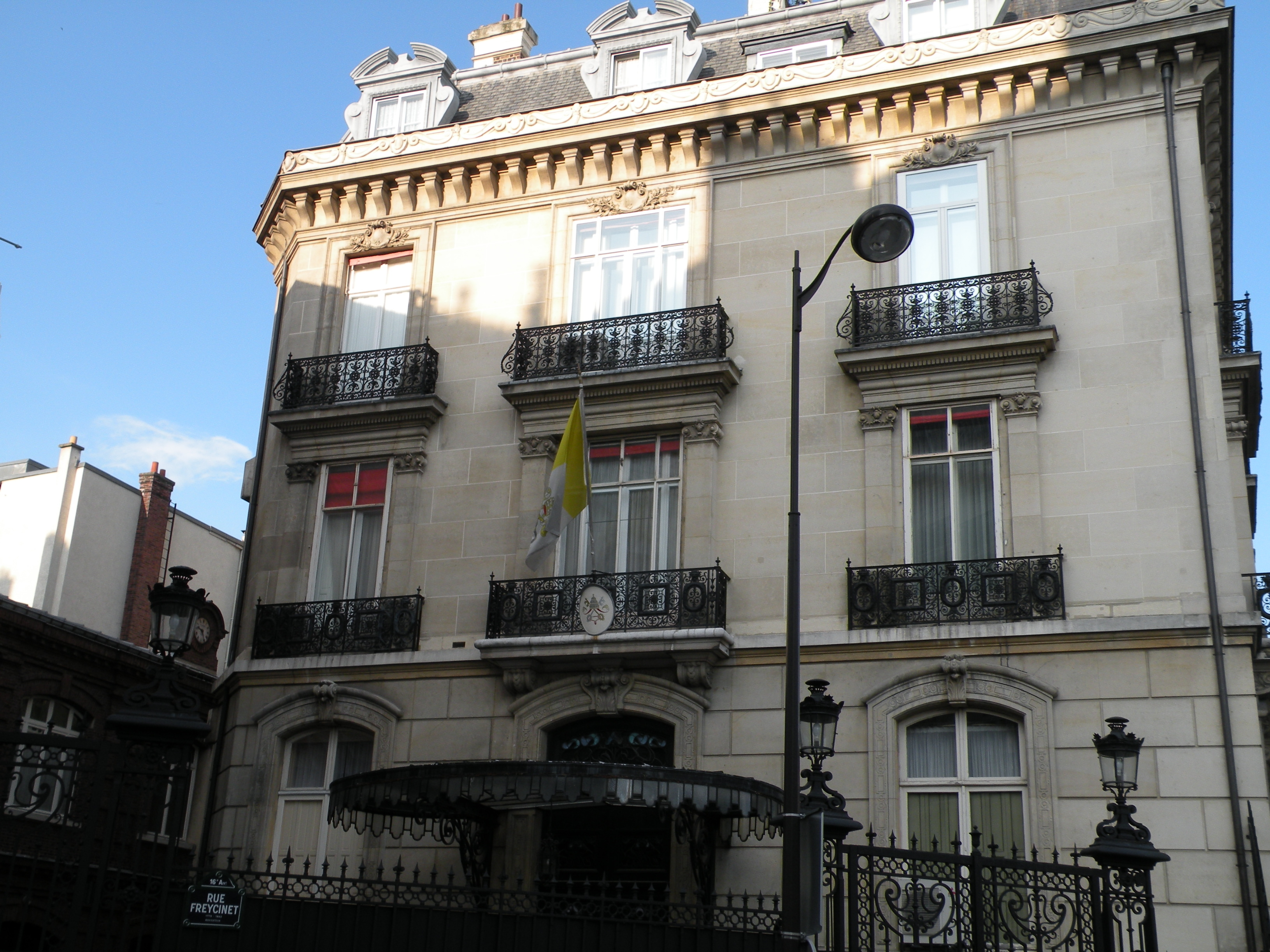
位于巴黎的聖座駐法國大使馆

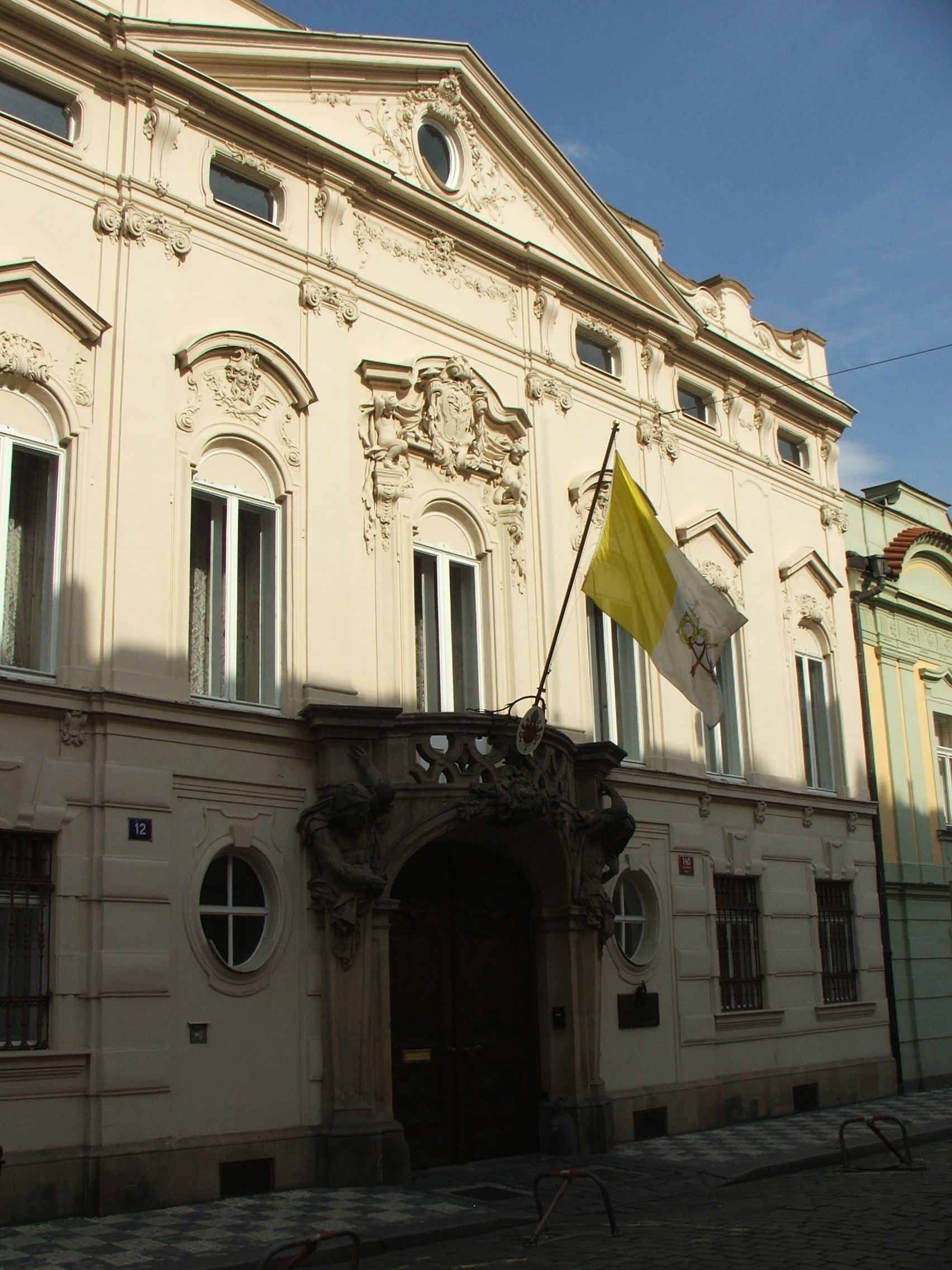
位于布拉格的聖座駐捷克大使馆

- - 薩拉熱窩（聖座駐波士尼亞與赫塞哥維納大使馆）
- 保加利亚
  - 索非亚（聖座駐保加利亞大使馆）
- - 萨格勒布（聖座駐克羅埃西亞大使馆）
- 賽普勒斯
  - 尼科西亚（聖座駐賽普勒斯大使馆）
- 捷克
  - 布拉格（聖座駐捷克大使馆）
- 法國
  - 巴黎（聖座駐法國大使馆（英语：Apostolic Nunciature to France））
- - 第比利斯（聖座駐喬治亞大使馆）
- 德国
  - 柏林（聖座駐德國大使馆（英语：Apostolic Nunciature to Germany））
- 希腊
  - 雅典（聖座駐希臘大使馆）
- 匈牙利
  - 布达佩斯（聖座駐匈牙利大使馆）
- 爱尔兰
  - 都柏林（聖座駐愛爾蘭大使馆）
- 義大利
  - 罗马（聖座駐義大利大使馆（英语：Apostolic Nunciature to Italy））
- 立陶宛
  - 维尔纽斯（聖座駐立陶宛大使馆）
- 馬爾他
  - 拉巴特（聖座駐馬爾他大使馆）
- 荷蘭
  - 海牙（聖座駐荷蘭大使馆）
- 波蘭
  - 华沙（聖座駐波蘭大使馆）
- 葡萄牙
  - 里斯本（聖座駐葡萄牙大使馆）
- 羅馬尼亞
  - 布加勒斯特（聖座駐羅馬尼亞大使馆）
- 俄羅斯
  - 莫斯科（聖座駐俄羅斯大使馆（英语：Apostolic Nunciature to Russia））
- 塞爾維亞
  - 贝尔格莱德（聖座駐塞爾維亞大使馆）
- 斯洛伐克
  - 布拉迪斯拉发（聖座駐斯洛伐克大使馆）
- 斯洛維尼亞
  - 卢布尔雅那（聖座駐斯洛維尼亞大使馆）
- 西班牙
  - 马德里（聖座駐西班牙大使馆）
- 瑞典
  - 斯德哥尔摩（聖座駐瑞典大使馆）
- 瑞士
  - 伯尔尼（聖座駐瑞士大使馆）
- 乌克兰
  - 基辅（聖座駐烏克蘭大使馆）
- 英国
  - 伦敦（聖座駐英國大使馆（英语：Apostolic Nunciature to Great Britain））

## 北美洲

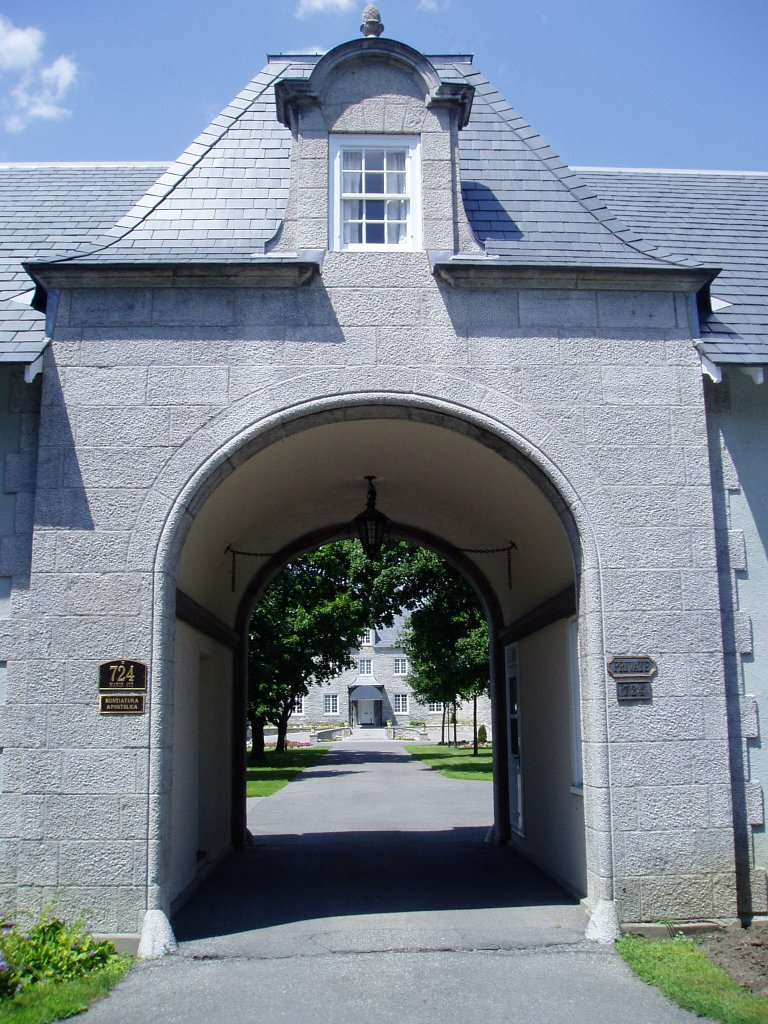
位于渥太华的聖座駐加拿大大使馆

- 加拿大
  - 渥太华（聖座駐加拿大大使馆（英语：Apostolic Nunciature to the Canada））
- - 圣何塞（聖座駐哥斯大黎加大使馆）
- 古巴
  - 哈瓦那（聖座駐古巴大使馆）
- - 圣地亚哥（聖座駐多明尼加大使馆）
- 薩爾瓦多
  - 圣萨尔瓦多（聖座駐薩爾瓦多大使馆）
- - 危地马拉城（聖座駐瓜地馬拉大使馆）
- 海地
  - 太子港（聖座駐海地大使馆）
- - 特古西加尔巴（聖座駐宏都拉斯大使馆）
- 墨西哥
  - 墨西哥城（聖座駐墨西哥大使馆）
- 巴拿马
  - 巴拿马城（聖座駐巴拿馬大使馆）
- 千里達及托巴哥
  - 西班牙港（聖座駐千里達及托巴哥大使馆）
- 美国
  - 华盛顿哥伦比亚特区（聖座駐美國大使馆（英语：Apostolic Nunciature to the United States））

## 南美洲

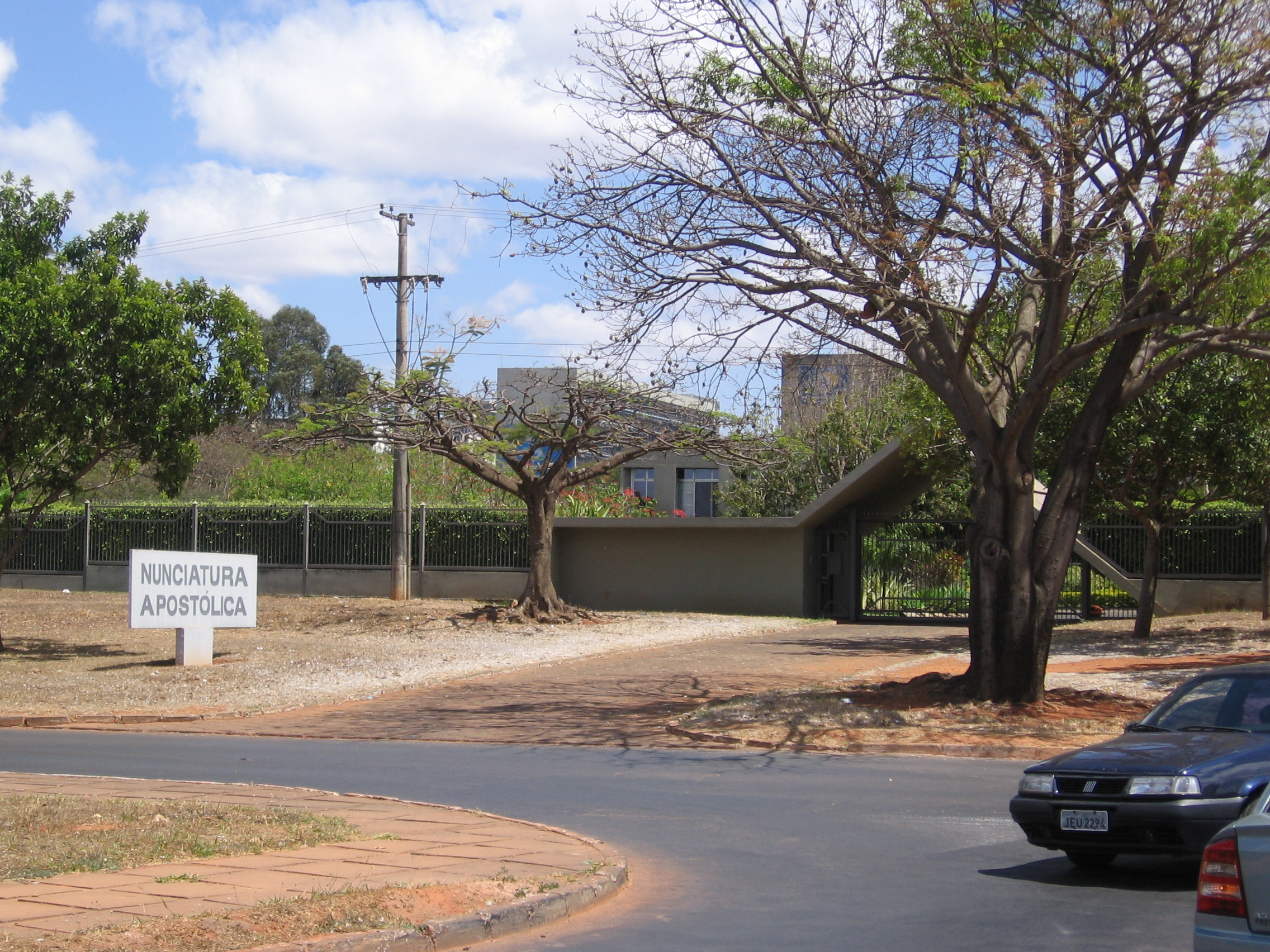
位于巴西利亚的聖座駐巴西大使馆

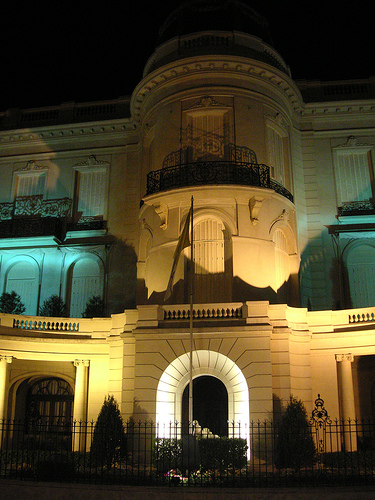
位于布宜诺斯艾利斯的聖座駐阿根廷大使馆

- 阿根廷
  - 布宜诺斯艾利斯（聖座駐阿根廷大使馆）
- 玻利维亚
  - 拉巴斯（聖座駐玻利維亞大使馆）
- 巴西
  - 巴西利亚（聖座駐巴西大使馆（英语：Apostolic Nunciature to Brazil））
- 智利
  - 圣地亚哥（聖座駐智利大使馆）
- 哥伦比亚
  - 波哥大（聖座駐哥倫比亞大使馆）
- - 基多（聖座駐厄瓜多大使馆）
- 巴拉圭
  - 亚松森（聖座駐巴拉圭大使馆）
- 秘魯
  - 利马（聖座駐秘魯大使馆）
- 乌拉圭
  - 蒙得维的亚（聖座駐烏拉圭大使馆）
- 委內瑞拉
  - 加拉加斯（聖座駐委內瑞拉大使馆）

## 非洲
- 阿尔及利亚
  - 阿尔及尔（聖座駐阿爾及利亞大使馆）
- 安哥拉
  - 罗安达（聖座駐安哥拉大使馆）
- - 科托努（聖座駐貝南大使馆）
- - 布琼布拉（聖座駐蒲隆地大使馆）
- 喀麦隆
  - 雅温得（聖座駐喀麥隆大使馆）
- 中非
  - 班吉（聖座駐中非大使馆）
- - 恩贾梅纳（聖座駐查德大使馆）
- 刚果共和国
  - 布拉柴维尔（聖座駐剛果大使馆）
- 刚果民主共和国
  - 金沙萨（聖座駐民主剛果大使馆）
- - 阿比让（聖座駐象牙海岸大使馆）
- 埃及
  - 开罗（聖座駐埃及大使馆（英语：Apostolic Nunciature to Egypt））
- 衣索比亞
  - 亚的斯亚贝巴（聖座駐衣索比亞大使馆）
- 加彭
  - 利伯维尔（聖座駐加彭大使馆）
- - 阿克拉（聖座駐加納大使馆）
- 几内亚
  - 科纳克里（聖座駐幾內亞大使馆）
- - 内罗毕（聖座駐肯亞大使馆）
- 马达加斯加
  - 塔那那利佛（聖座駐馬達加斯加大使馆）
- 摩洛哥
  - 拉巴特（聖座駐摩洛哥大使馆）
- 莫桑比克
  - 马普托（聖座駐莫三比克大使馆）
- 奈及利亞
  - 阿布贾（聖座駐奈及利亞大使馆）
- 卢旺达
  - 基加利（聖座駐盧安達大使馆）
- 塞内加尔
  - 达喀尔（聖座駐塞內加爾大使馆）
- 南非
  - 比勒陀利亚（聖座駐南非大使馆（英语：Apostolic Nunciature to South Africa））
- 苏丹
  - 喀土穆（聖座駐蘇丹大使馆）
- 坦桑尼亚
  - 达累斯萨拉姆（聖座駐坦尚尼亞大使馆）
- 乌干达
  - 坎帕拉（聖座駐烏干達大使馆）
- 尚比亞
  - 卢萨卡（聖座駐尚比亞大使馆）
- 辛巴威
  - 哈拉雷（聖座駐辛巴威大使馆）

## 中东
- 伊朗
  - 德黑兰（聖座駐伊朗大使馆）
- 伊拉克
  - 巴格达（聖座駐伊拉克大使館）
- 以色列
  - 特拉维夫（聖座駐以色列大使馆（英语：Apostolic Nunciature to Israel））
- 约旦
  - 安曼（聖座駐約旦大使馆）
- 科威特
  - 科威特城（聖座駐科威特大使馆）
- 黎巴嫩
  - 哈里萨（聖座駐黎巴嫩大使馆）
- 巴勒斯坦
  - 耶路撒冷（聖座駐巴勒斯坦宗座代表团）
- 叙利亚
  - 大马士革（聖座駐敘利亞大使馆）
- 土耳其
  - 安卡拉（聖座駐土耳其大使馆（英语：Apostolic Nunciature to  Turkey））

## 亚洲

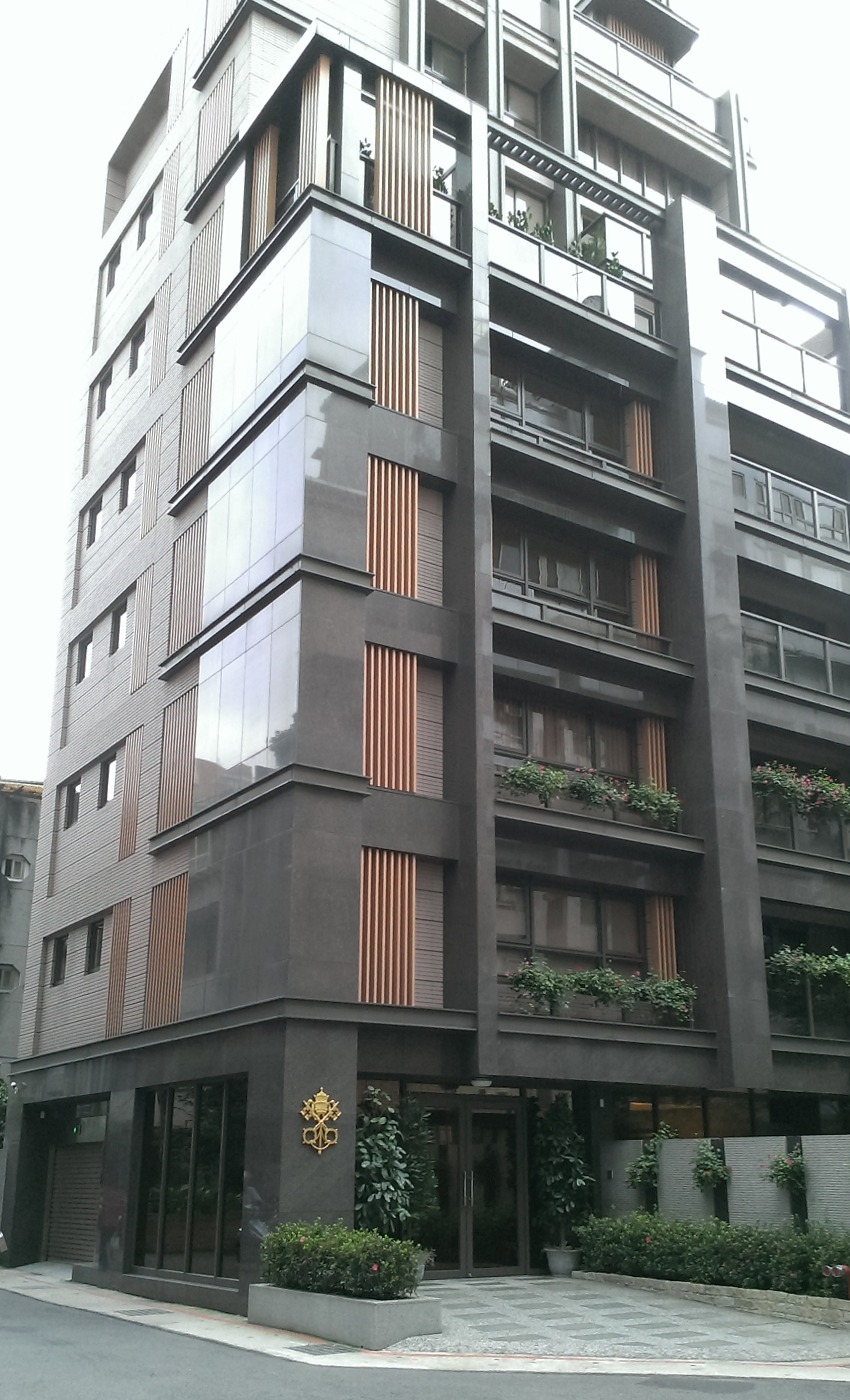
位于台北的教廷駐華大使馆

- - 达卡（聖座駐孟加拉大使馆）
- 中華民國（臺灣）
  - 臺北市（教廷駐華大使馆）
- 印度
  - 新德里（聖座駐印度大使馆（英语：Apostolic Nunciature to India））
- 印度尼西亞
  - 雅加达（聖座駐印尼大使馆（英语：Apostolic Nunciature to Indonesia））
- 日本
  - 东京（聖座駐日大使館（日语：駐日本国ローマ法王庁大使館））
- - 阿斯塔纳（聖座駐哈薩克大使馆）
- - 比什凯克（聖座駐吉爾吉斯大使馆）
- - 首尔（聖座駐韓國大使馆（英语：Apostolic Nunciature to South Korea））
- 巴基斯坦
  - 伊斯兰堡（聖座駐巴基斯坦大使馆）
- 菲律賓
  - 马尼拉（聖座驻菲律宾大使馆（英语：Apostolic Nunciature to Philippines））
- 新加坡
  - 新加坡（聖座駐新加坡大使馆）
- 斯里蘭卡
  - 科伦坡（聖座駐斯里蘭卡大使馆）
- 泰國
  - 曼谷（聖座駐泰國大使馆（英语：Apostolic Nunciature to Thailand））
- - 塔什干（聖座駐烏茲別克大使馆）

## 大洋洲

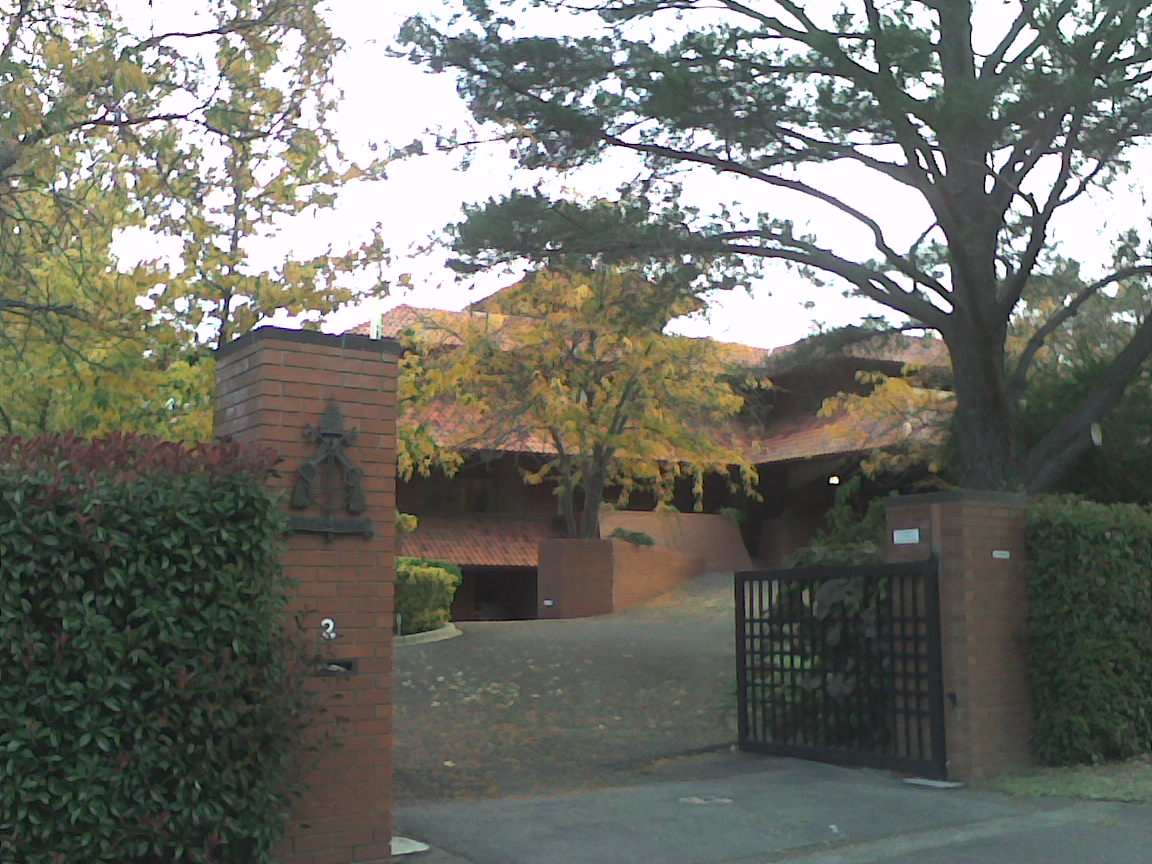
位于堪培拉的聖座駐澳大利亞大使馆

- - 堪培拉（聖座駐澳大利亞大使馆（英语：Apostolic Nunciature to Australia））
- 新西兰
  - 惠灵顿（聖座駐新西蘭大使馆（英语：Apostolic Nunciature to New Zealand））
- - 莫尔兹比港（聖座駐巴布亞紐幾內亞大使馆）

## 多边组织
- 联合国
  - 圣座常驻联合国观察员（英语：Permanent Observer of the Holy See to the United Nations）（驻纽约联合国总部）
  - 圣座常驻联合国日内瓦办事处观察员（英语：Permanent Observer of the Holy See to the United Nations in Geneva）（驻联合国日内瓦办事处）